# Hermann Kolbe
Adolf Wilhelm Hermann Kolbe, född 27 september 1818 i Göttingen, död 25 november 1884 i Leipzig, var en tysk kemist.
Kolbe blev 1851 professor vid Marburgs och 1865 vid Leipzigs universitet. Kolbes arbeten tillhör huvudsakligen den organiska kemins område. Bland de tidigare märks hans undersökningar om klors inverkan på kolsvavla, om nitrilerna (vilkas studium han började tillsammans, med Edward Frankland under en vistelse i London 1845-47) och om organiska syrors sönderdelning genom den elektriska strömmen samt i synnerhet om metoden att ur alkoholradikalernas cyanföreningar, det vill säga nitriler, framställa syror med högre kolhalt.
År 1873 uppfann han en enkel metod att ur fenol och kolsyra framställa salicylsyra, vars antiseptiska egenskaper han upptäckte 1874. Genom att uppfatta de organiska syrorna som substitutionsderivat av kolsyra lade Kolbe, i själva verket redan före Friedrich August Kekulé von Stradonitz grunden till dennes teori om kolets fyratomighet. Fasthållande vid Berzelius’ teori om kopplade radikaler, utbildade Kolbe ensidigt denna och uppträdde med stor förbittring mot den så kallade moderna kemin.
Utom avhandlingar och uppsatser, vilka återfinns i Liebigs och Wöhlers Annalen der Chemie und Pharmacie, i den av Kolbe och andra sedan 1870 redigerade Journal für praktische Chemie samt i Liebigs, Poggendorffs och Wöhlers Handwörterbuch der reinen und angewandten Chemie, som han i slutet av 1840-talet redigerade, författade Kolbe bland annat Ausfuhrliches Lehrbuch der organischen Chemie (två band, 1854), vilket arbete utgör tredje till femte banden av Graham-Ottos Ausführliches Lehrbuch der Chemie.
Kolbe invaldes 1864 som utländsk ledamot av Kungliga Vetenskapsakademien. Han tilldelades Davymedaljen 1884.